# Une chute de cinq étages
 (juillet 2025).
Pour plus de détails, voir Fiche technique et Distribution.
Une chute de cinq étages est un film muet de Georges Méliès sorti en 1906.

## Synopsis
Un couple de jeunes mariés vient chez un photographe se faire tirer le portrait. À la suite d'un incident, l’appareil photo tombe des cinq étages de l’immeuble et s’écrase sur un passant. S’ensuit une véritable corrida où le passant est pris pour un taureau.

## Fiche technique
- Titre : Une chute de cinq étages
- Genre : Comédie
- Réalisation : Georges Méliès
- Société de production : Star Film
- Durée : 2 minutes 30 secondes
- Date de sortie : 
  - France : 1906

## Distribution
- Claudel
- Michaut
- Georges Méliès